# Budzisk-Bagno
Budzisk-Bagno – kolonia w Polsce położona w województwie podlaskim, w powiecie sokólskim, w gminie Janów.
W latach 1975–1998 miejscowość administracyjnie należała do województwa białostockiego.